# Reggianito
Reggianito es un queso argentino que se elabora con leche  de vaca pasteurizada. Es el principal queso duro producido en Argentina y es exportado a diferentes lugares del mundo.

## Características principales
Tiene un 30% de materia grasa. La corteza resulta suave, consistente, bien formada. Presenta una textura dura. La masa es cocida, moldeada, prensada, salada y dejada curar durante seis meses, lo que es más largo que cualquier otro queso sudamericano, aunque sigue siendo un periodo menor que su pariente europeo el parmesano. Ello da como resultado una pasta compacta, muy dura, granulosa.
El aroma es suave, limpio, agradable y bien desarrollado. Muestra un color de blanco a amarillo. El sabor es ligeramente más salado que su pariente italiano, el parmesano italiano. Se usa para rallar, especialmente sobre pasta y también para cocinar.

## Orígenes
Durante la segunda mitad del siglo XIX y principios del XX la República Argentina recibió una gran cantidad de inmigrantes italianos, trayendo consigo los métodos de elaboración de los quesos de este tipo. El origen del reggianito está, por lo tanto, en ese deseo de hacer un queso que recordara a su parmesano original. El nombre es un diminutivo español de reggiano, y se refiere al hecho de que el queso se produce en pequeñas ruedas de unos 6,8 kilos de peso, en lugar de los grandes tambores de parmesano. En los años posteriores a la Primera Guerra Mundial los queseros italianos reconocieron en el reggianito un serio competidor en el mercado de exportación y este hecho fue trascendental para el establecimiento del consorcio Parmigiano Reggiano.

## Proceso de elaboración
Se elabora partiendo de leche de vaca, en general pasteurizada. Como fermento primario suele emplearse suero fermento, obtenido de una elaboración anterior y compuesto principalmente por lactobacilos termofilos. La cuajada se obtiene usando un coagulante enzimático que en la actualidad suele ser quimosina bovina recombinante. Por ser un queso de pasta cocida, el proceso incluye también una etapa de cocción de la cuajada hasta una temperatura de hasta 51 °C. Luego del moldeado y el prensado, los quesos son salados por inmersión en salmuera durante 8-9 días. Posteriormente, los quesos son oreados 24 horas. Finalmente, los quesos son almacenados para su maduración en cámaras a 10-15 °C y 82-85% de humedad relativa, durante un período que, según el Código Alimentario Argentino, debe ser de 6 meses o mayor.

## Usos en gastronomía
En la Argentina el queso Reggianito es muy utilizado como queso de rallar, que es luego agregado a todo tipo de preparaciones calientes, en especial pastas. También es consumido en picadas, en este caso cortado en pequeños cubos o cuñas.

## Investigaciones sobre queso Reggianito
En el ámbito de la investigación científica, el queso Reggianito ha sido objeto de diferentes estudios en distintas revistas de prestigio internacional. Estos estudios se realizaron para poder caracterizar la bioquímica de su maduración, así como para ver el efecto que puedan tener diferentes modificaciones tecnológicas implementadas durante su elaboración sobre las características finales del producto.
Por ejemplo, se llevó a cabo un estudio utilizando distintas muestras de queso comercial y poniendo especial énfasis en la caracterización de los compuestos volátiles presentes, de marcado impacto sobre el aroma y el sabor de esta variedad de queso.
Se estudió además el efecto del envasado del queso con una envoltura plástica cerrada al vacío sobre sus características reológicas, el perfil sensorial y el contenido de ácidos orgánicos durante la maduración de quesos Reggianito.
En otra serie de estudios, se evaluó el efecto de sustituir el fermento natural de suero (que es el que se suele usar como fermento primario) por cepas puras seleccionadas (y originalmente aisladas de dicho fermento natural) sobre aspectos relacionados con la degradación de la proteínas (es decir la proteólisis), la degradación de los lípidos (es decir, lipólisis) y el perfil sensorial en el queso.
Acelerar la maduración de quesos ha sido siempre un objetivo interesante para la industria, ya que permite bajar el costo que significa tener grandes volúmenes de producto almacenados durante períodos de tiempo prolongados. En el caso de los quesos duros, esta posibilidad resulta especialmente interesante, ya que son los quesos con mayor tiempo de maduración. Una de las estrategias más simples y económicas, y por lo tanto de las más utilizadas para acelerar la maduración de quesos es el uso de temperaturas de maduración ligeramente más altas. Por esta razón, se realizaron estudios con el objetivo de evaluar el efecto del uso de temperaturas más elevadas de maduración en queso Reggianito sobre aspectos de la maduración. 
En un caso, se evaluó el uso de una temperatura de maduración de 18 °C aplicada durante todo el período de maduración, y teniendo en cuenta los cambios en la proteólisis, la lipólisis y el análisis sensorial se realizó una evaluación estadística de toda la información mencionada para establecer un tiempo óptimo de maduración de queso Reggianito de entre 2 y 3 meses.
Más recientemente, en otro estudio sobre la aceleración de la maduración en queso Reggianito se observaron también resultados alentadores cuando se aplican temperaturas elevadas de 20 °C solo durante el primer mes del periodo de maduración, dando como resultado una disminución importante de 2 meses en el período de almacenamiento necesario,
observándose a la vez un desarrollo más suave de las características sensoriales finales.